# Belonion
El género Belonion son peces agujones de la familia belónidos, la cual está representada en ríos y agua dulce de Brasil. Con el característico cuerpo alargado y pico afilado de la familia.

## Especies
Existen dos especies válidas en este género:
- Belonion apodion (Collette, 1966)
- Belonion dibranchodon (Collette, 1966)